# فيليب من مونتفورت (لورد صور)
فيليب من مونتفورت (توفي 17 مارس 1270 في صور) كان لورد لا فيرتيه أليه وكاستر أن إلبيجوا 1228-1270 ولورد صور 1246-1270 ولورد طورون بعد 1240-1270. كان نجل غي من مونتفورت وإلفيس من إبيلين (ابنة باليان من إبيلين).